# Бойко Олексій Сергійович
Олексій Сергійович Бойко (нар. 16 квітня 1982, місто Кам'янець-Подільський Хмельницької області) — український діяч, політик. Голова Чернівецької обласної ради з 18 грудня 2020 року.

## Освіта
Здобув дві вищі освіти: першу — за спеціальністю «Менеджмент організацій» (магістр) в Подільському державному аграрно-технічному університеті (1999—2004), другу — за спеціальністю «Державне управління» (магістр) в Національній академії при Президентові України (2010—2013).

## Життєпис
Проживав у селі Гвіздівці Сокирянського району Чернівецької області.
У 2004—2005 роках — строкова служба в прикордонних військах України.
Працював інспектором податкової інспекції Сокирянського району Чернівецької області.
У 2008—2009 роках — головний спеціаліст Контрольно-ревізійного управління Міністерства праці та соціальної політики України.
У 2009—2011 роках — заступник голови Сокирянської районної державної адміністрації. У 2011—2015 роках — перший заступник голови Сокирянської районної державної адміністрації.
У 2015—2020 роках — заступник голови Сокирянської районної ради VII скликання.
У січні — грудні 2020 року — заступник голови Чернівецької обласної державної адміністрації.
З 18 грудня 2020 року — голова Чернівецької обласної ради.

## Громадська та політична діяльність
У жовтні 2010 року обраний депутатом Сокирянської районної ради від «Партія регіонів»
У жовтні 2020 року обраний депутатом Чернівецької обласної ради від «Аграрної партії України».

## Родина
Одружений, виховує двох синів. Дружина Бойко Олександра Михайлівна. Сини — Богдан (2012) та Володимир (2017).